# Ànbassa ibn Suhaym al-Kalbí
Ànbassa ibn Suhaym al-Kalbí (àrab: عنبسة بن سحيم الكلبي, ʿAnbasa b. Suḥaym al-Kalbī) (m. 726) fou valí de l'Àndalus (721-726).
Nomenat l'agost del 721 pel valí d'Ifríqiya, Yazid ibn Abi-Múslim, per tal d'acabar amb la interinitat d'Abd-ar-Rahman al-Ghafiqí.
Va enviar durant tres anys seguits expedicions a Septimània, alguna potser sota el comandament del mateix Abd-ar-Rahman al-Ghafiqí, però no va poder sotmetre ni Carcassona ni Nimes, perquè els soldats només els preocupava el botí i conquerir una vila emmurallada requeria esforços i sacrificis. Des del seu nomenament, Ànbassa va doblar els impostos als cristians i va ordenar confiscacions als jueus, cosa que va provocar descontentament i fins i tot revoltes. El 722 un noble que no volia pagar impostos es va escapar a la muntanya amb un grup de fidels i va fer una emboscada a la patrulla que l'empaitava, comandada per al Qama, matant-los a tots. Després es devia fer córrer el rumor d'una gran victòria i de la intervenció de Déu a l'afer i més cristians se li van unir, estenent-se la rebel·lió com una bassa d'oli. El duc de Cantàbria, Pere, que segurament governava la regió com a vassall i havia estat abans duc de la Tarraconense, també s'afegí a la revolta amb els seus muntanyencs; l'any següent, 723, es revoltaren els vascons; i el 724 la regió d'Aragó cap al Sobrarb.
També en aquest temps hi van haver conflictes polítics derivats de la mort del califa Yazid I i de la successió del seu germà Hixam I. Finalment, el 725, Ànbassa va assumir personalment el comandament i, sortint des de Narbona va rendir Carcassona. Llavors Ànbassa es va dirigir a l'altra punta de Septimània i va sotmetre Nimes. Milers de refugiats hispanii van passar al regne dels francs.
El 726 Ànbassa va tornar a atacar els francs, però va morir en combat i el va succeir interinament Udhra al-Fihrí, que dos mesos més tard seria substituït per Yahya al-Kalbí, nomenat pel valí d'Ifríqiya. Aquest darrer, per ordre del califa, va reconèixer les injustícies d'Ànbassa amb relació a la recaptació d'impostos i a les confiscacions, i va tornar a la situació anterior al 721, retornant fins i tot allò percebut o confiscat indegudament.